# René Peroy
René Peroy (22 de junho de 1885 – 17 de setembro de 1963) foi um esgrimista norte-americano, que participou dos Jogos Olímpicos de Verão de 1928, sob a bandeira dos Estados Unidos.